# بيت الرحابي (صباح)

تعديل مصدري - تعديل

بيت الرحابي هي إحدى قرى عزلة صباح بمديرية صباح التابعة لمحافظة البيضاء، بلغ تعداد سكانها 208 نسمة حسب تعداد اليمن لعام 2004.